# Avenida Connecticut
La avenida Connecticut (Connecticut Avenue en idioma inglés) es una avenida principal del cuadrante Noroeste de Washington D. C., y el condado de Montgomery, Maryland. Es una de las avenidas diagonales radiales de la Casa Blanca, y la sección sur de la avenida Florida fue una de las calles originales en el plan de Pierre (Peter) Charles L'Enfant's para las calles de Washington.

## Metrobus
Las siguientes rutas del Metrobus a lo largo de la avenida Connecticut:
- 42 (Columbia Road to Farragut Square)
- N2, N4, N6 (sentido sur, desde Dupont Circle a Farragut Square)
- L1, L4 (Chevy Chase Circle a Dupont Circle)
- L2 (Chevy Chase Circle a Calvert St., cruzando en Dupont Circle)
- H2 (Van Ness St. a Porter St.)
- L8 (Aspen Hill a Friendship Heights)
- L7 (Wheaton Station a Friendship Heights)

## Ride On
Las siguientes rutas del Ride On pasan a lo largo de la avenida Connecticut:
- 1, 11 (East West Highway a Chevy Chase Circle)
- 34 (Bel Pre Rd. a Veirs Mill Rd., y University Blvd. a Knowles Ave.)
- 41 (Bel Pre Rd. aWeller Rd.)

## Tren MARC
Las siguientes paradas del Tren MARC colindan con la calle:
- Estación Kensington